# Santa Luzia d'Oeste
Santa Luzia D'Oeste é um município brasileiro do estado de Rondônia. Localiza-se a uma latitude 11º51'20" sul e a uma longitude 61º47'00" oeste, estando a uma altitude de 260 metros. Sua população estimada em 2010 era de 8.886 Habitantes. Possui uma área de  1.187,75 km². Segundo O Censo IBGE 2010, a população era composta por 51,7% de homens (4.596) e 48,3% de mulheres (4.290). Em referência à religião, 56,2% (4.996) se declaravam Católicos, 29,7% (2.647) Evangélicos e 14,1% (1.293)  se declaravam de outras religiões, sem religião ou ateus. 80,21% (7.128) da população é alfabetizada.

## História
Em 1978 surgiu o loteamento da área urbana com o nome de "Vila Bambu", lançado pelo INCRA em outubro de 1978, Decreto Lei nº 80.511.
Em dezembro de 1979 a então "Vila Bambu" passou a chamar-se Santa Luzia, cuja denominação foi dada pelo Governador do Território Federal de Rondônia, o Sr. Coronel Jorge Teixeira de Oliveira, o qual, ao curar-se de uma moléstia acometida em sua visão, procurou homenagear a Santa Luzia, que é considerada a protetora dos olhos.
Em 1979 foi construído o primeiro prédio de pau-a-pique, para funcionar como igreja e escola, na qual trabalharam as primeiras professoras: Josefina Rodrigues Soares e Soeli Duarte Dias.
O Governador Cel. Jorge Teixeira de Oliveira nomeou o Sr. Catarino Cardoso o primeiro administrador da cidade.
O município de Santa Luzia do Oeste foi criado no dia 11 de maio de 1986, através da Lei Estadual nº 100, publicada no Diário Oficial do Estado em 14 de maio de 1986, sendo desmembrado de Rolim de Moura em tal data.
Após a emancipação do município, o primeiro administrador foi César Cassol, então nomeado pelo Governador Ângelo Angelim.
Pedro Lima Paz foi o primeiro prefeito, eleito em 15 de novembro de 1986, cujo mandato findou-se em 31 de dezembro de 1988. O vice-prefeito foi Armando Marcelino
Na sequência, foi eleito prefeito César Cassol, o qual governou o município no quadriênio 1989 a 1992.
César Cassol foi eleito novamente prefeito para o quadriênio 2013/2016, ao lado do vice-prefeito Luizão do Trento para administrar Rolim de Moura, ex-município sede de Santa Luzia D´Oeste.
Reditário Cassol, pai do prefeito César Cassol, ex-deputado estadual, ex-deputado federal e Senador da República por Rondônia, foi o líder da corrente migratória que ocupou esta região de Rondônia (dentre outras regiões). Por isso, deve ser tido e considerado o fundador de Santa Luzia do Oeste. Reditário Cassol tinha muita aproximação política e pessoal com o ex-governador Jorge Teixeira (1979/1985) e muito esforçou-se para a criação do novo povoado, inicialmente chamado Vila Bambu, e posteriormente Santa Luzia do Oeste. Sem o esforço do Senador Reditário Cassol, Santa Luzia do Oeste não teria sido criada em 1986, mas somente em época bem posterior, o que teria impedido o desenvolvimento da cidade e da região.
Primeiros vereadores: Valdemir Sebastião Constantino, Sebastião Cherubim Barbosa, Licério Geraldo Senn, Anael Ferreira Clara, Alberto Matte, Geovane Pereira Franco, Vilson Bacon Soares, Manoel Procópio de Souza, Luiz Vieira do Nascimento, Sebastião Barros da Silva e Emir Rodrigues.

## Geografia

### Hidrografia
A rede hidrográfica do município pertence à baicia do rio Ji-Paraná ou Machado e do rio Guaporé, compondo-se por afluentes e subafluentes, dentre os quais destacam-se: rio Branco (afluente do Rio Guaporé), rio Bambu, rio Córgão, rio Uimeerê e vários iguarapés permanentes e intemitentes, dentre os quais o iguarapé Anta Atirada, além do Córrego Bamburro e o ribeirão Antônio João.

### Clima
O Clima da região é caracterizado por duas estações: o verão, que se estende entre os meses de abril a setembro e correspondem a um período seco, com baixa precipitação pluviométrica, e o inverno, caracterizado por elevados índices pluviométricos de outubro a março. A variação térmica na região é praticamente inexistente, onde a temperatura média anual é de 25 °C, sendo que a média das mínimas é de 19 °C e a média das máximas fica em 40 °C. A umidade relativa do ar também é característica da região, cuja média anual atinge 90%.

### Relevo
O relevo do município apresenta-se predominante ondulado com regiões de relevo acidentado. A área do município é porção integrante do Planalto dos Parecis, caracterizada por um relevo do tipo serrano, com morros ligeiramente abaulados e vales em forma de "U".

### Vegetação
A floresta equatorial densa ocupa uma porção significativa da região, revestindo ambientes distintos como planícies e terraços quaternários, interfluviais terciários, assim como deficientes formas de relevo dos terrenos pré-cambarianos. Nas áreas próximas aos rios são observados tipos de vegetação nos estágios graminóide, arbustivo e arbóreo aberto.

### Solo
Associação de podzólico vermelho-amarelado distrófico textura média/argilosa, fase floresta tropical, ou densa, relevo ondulado a suave ondulado, mais solos litólicos álico, textura indiscriminada, fase floresta senidecidual, relevo suave ondulado, todos (A) moderados. São solos regulares para a lavoura e recomenda-se cuidados com a erosão em área de relevo ondulado.

## Aspectos econômicos
A economia está centrada na população agrícola e pecuária. Na safra 98/99, no contexto estadual, o município contribuiu com a 3ª maior produção de milho, 4ª maior produção de feijão e expressiva produção de café está sendo intensificada por iniciativa dos próprios produtores e a CEPLAC contribuindo com a ampliação da plantação do cacau, que esperava-se expandir até 100ha de plantação do produto para o ano 2000.
A maioria dos lotes do município são minifúndios localizados em linhas desde a época do assentamento promovido pelo INCRA.
Apesar de sua população ser predominante rural e suas terras consideradas de alta e média fertilidade, próprias de qualquer tipo de cultura, o município vem reduzindo sua população, por vários fatores, dentre eles a distância entre os grandes centros, as dificuldades de escoamento dos produtos, a falta de armazenagem e a falta de apoio dos órgãos oficiais aos produtos do município. Essa situação inclusive está levando um crescente números de famílias a emigrar para outras localidades, principalmente para o município de Buritis e para os municípios do estado do Amazonas que fazem fronteira com o estado de Rondônia.
No aspecto da pecuária, o plantel bovino está em franco crescimento, notadamente a pecuária de leite que abastece os dois laticínios existentes no município.
Segundo dados do IBGE/2012, o município contava com 117 empresas atuantes em seus domínios, na qual mantinha ocupada um total de 884 pessoas sendo 734 destas com carteira assinada, com um rendimento médio de R$ 1.900,00. O município conta hoje com 02 (dois) lacticínios - Laticínios Santa Luzia d'Oeste Ltda (produtos Miraella) e Canaã Indústria de Laticínios Ltda (produtos Tradição), 01 (uma) mineradora - Britamar Extração de Pedras e Areia Ltda, 01 (uma) usina de álcool - Usina Boa Esperança Açúcar e Álcool Ltda, e está em fase de implantação 01(uma) unidade produtora de rações - Jodan Nutrição Animal LTDA - ME.
Salienta-se que o setor primário (agricultura e pecuária) é de longe o maior empregador do município.

### Setor primário

#### Agricultura
A agricultura ao lado da pecuária se constitui na principal atividade econômica do município.
Dentre os produtos cultivados, destacam-se o milho, o feijão, a mandioca, a banana e a crescente produção de café. O cultivo do cacau está sendo impulsionado pela CEAPLAC que espera dobrar dobrar a atual área plantada do município ainda este ano (2000).
A qualidade do solo da região, considerado de alta e média fertilidade, poderá transformar o município em um importante pólo produtor agrícola da região.
Além da ampliação dos investimentos nas culturas já existentes, podem ser implantados outros tipos de culturas, a exemplo do que já vem ocorrendo com as frutas e hortaliças, já praticadas em termos de manutenção e subsistência, cuja comercialização já é efetuada no mercado principal do produtor, localizado na zona urbana do município.
O maior entrave nos desenvolvimentos das culturas agrícolas é a falta de apoio e de incentivos oficiais, tanto na infra-estrutura para escoamento e armazenagem da produção, quento para a comercialização e acesso ao crédito diferenciado para pequenos produtores.
Ressalta-se também que existem projetos na Prefeitura, beneficiando as 15 associações de produtores rurais para o cultivo da pupunha para extração do palmito e construção de um viveiro municipal, com o objetivo de fornecer ao produtor mudas de café e mudas para reflorestamento, além de consórcios agroflorestais com pupunha e teca.
O censo agropecuário de 2006/2007 publicado pelo IBGE@Cidades (2010), informa que o município tem uma produção de 685 toneladas de café conillon e 17 de arábica; 54 toneladas de banana; 134 toneladas de laranja; 982 toneladas de feijão; 216 toneladas de mandioca; 1.217 toneladas de milho; 02 toneladas de palmito e 2.310 m³ de madeira em tora.

#### Pecuária
É outro setor de suporte da economia de Santa Luzia d'Oeste, aparada principalmente pelos dois laticínios existentes no município que absorvem toda sua produção leiteira e estimulam o aumento da produção. Os produtos derivados do leite, basicamente queijo, destinam-se a mercado de fora do Estado de Rondônia.
Da mesma maneira que na área agrícola, observa-se também nesse segmento produtivo a falta de apoio oficial, seja em infra-estrutura, seja em crédito ou em comercialização (tanto "boi em pé" quanto de seus derivados).
Entretanto, a própria conscientização de produtores torna-se necessária, tanto na implantação de novas tecnologias que melhorem a qualidade mantendo a produtividade bovina, quanto na absorção de métodos administrativos eficientes baseados principalmente na efetiva atuação da associação comunitária.
Constatou-se nos levantamentos e pesquisas realizadas que a Prefeitura Municipal dispõe de projeto para construção de 90 tanques de piscicultura, procurando diversificar a produção primária do produto, principalmente o tambaqui, além de contribuir para o equilíbrio ecológico.
-Funcionalismo Público-
Uma outra parte dos moradores do município sobrevivem do serviço público , quer na esfera estadual e municipal. /

#### Pontos de Lazer
- Praça em frente a Rodoviária
- Campo municipal

#### PONTOS TURÍSTICOS
- Micro cristo redentor
- Balneário Riacho Doce (Desativado)

#### EDUCAÇÃO
O município possui entre escolas  estaduais e municipais:
municipais:
- Creche tia Lili

- Escola Manoel Lima e Paz.
- Escola Ronaldo Aragão(antigo Marechal Rondo).

estaduais:
- Escola Juscelino Kubitschek
- Escola de Ensino de Jovens e Adultos-CEEJA.